# Блэквелл, Сара
Сара Блэквелл (англ. Sarah Blackwell, полное имя Sarah Ellen Blackwell; 1828—1901) — американская художница и писательница британского происхождения.

## Биография
Родилась в 1828 году в Бристоле, Англия, и была младшей дочерью Сэмюэля Блэквелла и его жены Ханны Лейн.
Четыре года спустя её семья эмигрировала в Соединённые Штаты, в конце концов обосновавшись в городе Цинциннати, штат Огайо. Её отец умер, когда Сара была ребёнком; она получила образование от её старших сестер — врачей Элизабет и Эмили Блэквелл. Её братьями были: аболиционист Сэмюэл Чарльз Блэквелл и социальный реформатор Генри Браун Блэквелл.
Сара интересовалась искусством, и около 1850 года она начала учиться в недавно открытой Филадельфийской школе дизайна для женщин. Она также брала уроки в Нью-Йорке, а в 1855 году она отправилась в Европу, чтобы продолжить свое обучение, изучая искусство в Париже, прежде чем перейти к урокам живописи в Лондоне у Джона Рёскина. Частично на поездку в Европу Сара Блэквелл заработала, создавая еженедельные статьи для двух газет Филадельфии — эта возможность открылась после того, как один из её рассказов получил приз в журнальном конкурсе.
Вернувшись в Нью-Йорк после пребывания в течение четырёх лет в Европе, она открыла студию и начала преподавать живопись и рисунок. Но она закрыла свою студию, чтобы работать со своими сестрами-терапевтами, а также продолжала писать для журналов и газет. Она опубликовала серию писем об Анне Элле Кэрролл, роль которой в качестве советника кабинета президента Авраама Линкольна во время Гражданской войны в США в то время широко обсуждалась феминистками. В результате в 1891 году она опубликовала первую полную биографию Кэрролл — «A Military Genius: Life of Anna Ella Carroll». Более поздние биографии и исследования деятельности Анны Кэролл более умеренно оценивают достижения этой женщины, чем в книге Блэквелл.
Сара Блэквелл была активным участником движения против вивисекции. Она самостоятельно вырастила троих приёмных детей — Корнелию, Пола и Сьюзи, а также ухаживала за Анной — приемной дочерью сестры Эмили.
Умерла 18 января 1901 года. Была похоронена в Нью-Йорке на бруклинском кладбище Грин-Вуд.
Многие из её писем хранятся среди семейных бумаг в библиотеке Schlesinger Library Рэдклифф-колледжа.